# 日本紅點鮭
日本紅點鮭，為輻鰭魚綱鮭形目鮭科的其中一種，為溫帶淡水魚，被IUCN列為瀕危保育類動物，分布於亞洲日本十津川流域，棲息在底中層水域，生活習性不明。